# Кузнецова, Ариадна Николаевна
Ариа́дна Никола́евна Кузнецо́ва (14 сентября 1935, Ленинград — 20 апреля 2022, Санкт-Петербург) — советская и российская актриса театра и кино, крупнейший театральный педагог России по актёрскому мастерству, режиссёр-педагог, профессор Санкт-Петербургской академии театрального искусства. Заслуженный работник культуры РСФСР.

## Биография
Родилась в Ленинграде. Будучи ребёнком, пережила самые тяжёлые годы в блокадном Ленинграде — 1941—1942; в 1943 году вместе с матерью была эвакуирована под Вятку.
Ученица Бориса Вульфовича Зона. Окончила Ленинградский театральный институт имени А. Н. Островского (1953—1957). Однокурсниками Ариадны Кузнецовой были Алиса Фрейндлих, Лев Елисеев, Кирилл Чернозёмов, Юрий Родионов, Нина Василькова, первый муж Алисы Фрейндлих Владимир Карасёв, сын П. П. Кадочникова Константин Кадочников-Никитин, Рудольф Кульд. В 1957 году по распределению уехала из Ленинграда в Чебоксары, где в это время ведущим артистом труппы Чебоксарского театра был её муж, артист А. Г. Феофанов.
В 1957—1959 годах играла в Русском республиканском драматическом театре Чувашской АССР. В 1959 году в связи с рождением дочери Ольги вернулась в Ленинград.
В 1961—1964 годах актриса Ленинградского областного театра драмы и комедии. В середине 1960-х годов окончила аспирантуру Ленинградского театрального института у своего педагога Бориса Зона. С 1968 года начинается активная педагогическая деятельность актрисы.
С 1970-х годов — ведущий педагог по актёрскому мастерству на актёрских курсах И. П. Владимирова, И. О. Горбачёва, Р. С. Агамирзяна, Ларисы Малеванной, Тамары Абросимовой, И. Р. Штокбанта. Сумела развить в своей педагогической деятельности лучшие традиции ленинградской актёрской школы Бориса Зона, в том числе важную темпо-ритмическую составляющую в обучении будущих артистов. Среди учеников Кузнецовой ведущие мастера ленинградской и петербургской сцены и кино, в том числе Виктор Бычков, Александр Баргман, Сергей Бызгу, Нелли Попова.
Снималась в кино. Первым опытом в 1955 году стала совместная работа с однокурсницей Алисой Фрейндлих в кинофильме Фридриха Эрмлера «Неоконченная повесть». Тогда молодых студентов театрального института Эрмлер пригласил сниматься в массовке. Однако молодой актрисе достался целый эпизод, где её партнёршей стала Элина Быстрицкая. Кузнецова сыграла роль десятиклассницы, гуляющей по Ленинграду в выпускную ночь. Снималась в фильме Яна Фрида «Чужая беда» (1960). Много работала на Ленинградском телевидении, играя в спектаклях Александра Белинского и Давида Карасика (в том числе в 1967 году исполнила роль Смерти в телеспектакле Д. Карасика «Кровавая свадьба» Г. Лорки).
Продолжая педагогическую деятельность, снималась в кино в острохарактерных ролях, в том числе в телесериалах «Улицы разбитых фонарей-8» и «Тайны следствия-10».
Один из авторов книги «Школа Бориса Зона. Уроки актёрского мастерства и режиссуры», вышедшей в издательстве «Сеанс» в 2011 году

## Избранные роли в театре
- 1957 год — Шурка Булычёва. «Егор Булычёв и другие» М. Горького. Реж. Б. В. Зон. На сцене Учебного театра на Моховой (Егор Булычев — Юрий Родионов).
- 1957 год — Ганка. «Мораль пани Дульской» Г. Запольской. Реж. Б. В. Зон. На сцене Учебного театра на Моховой (Хеся — Алиса Фрейндлих).

Ленинградский театр драмы и комедии
- 1961 год — Лиза Охотникова. «Потерянный сын» А. Арбузова. Реж. Б. А. Фрейндлих.
- 1961 год — Даша Грачёва. «Ради ближних своих» В. Лаврентьева. Реж. Г. М. Сумкин.
- 1962 год — Веселина Вера. «Коллеги» В. Аксёнова. Реж. А. К. Поляков.
- 1963 год — Вита. «Единица любви» А. Зака и И.Кузнецова. Реж. В. Г. Дышленко.
- 1963 год — Зоя. «Барабанщица» А. Салынского. Реж. А. Б. Винер.
- 1963 год — Мэри Мэррей. «Юпитер смеётся» А. Кронина. Реж. Г. И. Гуревич.
- 1963 год — Луконина Таня. «После расстрела» И. Соболева. Реж. Г. И. Гуревич.
- 1964 год — Девушка. «Подруги» Л. Данилиной. Реж. Роза Сирота.
- 1964 год — Марья-искусница. «Царь-водокрут» Е. Шварца. Реж. А. Коковкина.

## Избранная фильмография
- 2011: «Тайны следствия-10», «Кровь за кровь», фильм шестой (Ольга Алексеевна Крайнова).
- 2007: «Улицы разбитых фонарей-8», «Третий лишний», 23 серия (Ада Львовна).
- 1967: «Кровавая свадьба», фильм-спектакль, Ленинградское телевидение, реж. Давид Карасик (Смерть, главная роль).
- 1967: «Золотая роза», фильм-спектакль, Ленинградское телевидение, реж. Давид Карасик.
- 1961: «Живёт на свете женщина», фильм-спектакль, Ленинградское телевидение, реж. Давид Карасик (Галина Демидова, главная роль).
- 1960: «Чужая беда» Реж. Ян Фрид (Эпизод).
- 1955: «Неоконченная повесть». Реж. Фридрих Эрмлер. (Десятиклассница).

## Режиссёрские работы в театре
- «Грешить не возбраняется» (Мюзикл по пьесе Э. Скриба «В поисках отца»). Режиссёр-педагог. Санкт-Петербургский государственный музыкально-драматический театр «Буфф». Премьера состоялась 3 ноября 2007 г.
- «Молодость Людовика XIV» (История о любви и власти). Режиссёр-педагог. Санкт-Петербургский государственный музыкально-драматический театр «Буфф».
- «Элиза» (Музыкальная комедия по мотивам пьесы Б.Шоу «Пигмалион»). Режиссёр-педагог. Санкт-Петербургский государственный музыкально-драматический театр «Буфф».
- «Волшебник изумрудного города» Лаймена Фрэнка Баума. Режиссёр-педагог. Санкт-Петербургский государственный музыкально-драматический театр «Буфф». Премьера состоялась 20 декабря 2004 г.
- «Бал воров» Жана Ануя. Режиссёр-педагог. Санкт-Петербургский государственный музыкально-драматический театр «Буфф». 2003 г.

## Семья
- Дочь — актриса театра и кино Ольга Феофанова, артистка Санкт-Петербургского Молодёжного театра на Фонтанке и Санкт-Петербургского театра «Русская антреприза» имени Андрея Миронова
- Зять — актёр театра и кино Роман Ушаков, артист Санкт-Петербургского Молодёжного театра на Фонтанке и Санкт-Петербургского театра «Русская антреприза» имени Андрея Миронова, создатель независимого театрального предприятия «Содружество актёров Молодёжки»